# Helena Thorfinn
Helena Thorfinn, född 1964 i Lund, är en svensk författare vars böcker ges ut på Norstedts Förlag.
Innan debuten 2012 med bästsäljaren Innan floden tar oss arbetade Helena Thorfinn i många år som journalist på bland annat Svenska Dagbladet, TV4 samt Sveriges Television med samhälls-, och kulturbevakning. Thorfinn var en av de reportrar som startade samhällsmagasinet Kalla fakta på TV4.

## Biografi
I slutet av 90-talet arbetade Helena Thorfinn som stringer för SVT:s nyhetsprogram Aktuellt och Rapport samt för dåvarande FLT (Förenade Landsortstidningar) i Storbritannien. Efter hemkomsten till Sverige arbetade hon som reporter och redaktör på ungdomsprogrammet Elbyl på SVT.
Efter att ha tagit en Master of Arts i Uppsala i början av 2000-talet började Helena Thorfinn arbeta som genderrådgivare på Sida, ett arbete som tog henne till Bangladesh som analytiker på Svenska Ambassaden mellan 2005 och 2009. Under tiden i Bangladesh designade och initierade Helena Thorfinn en uppmärksammad metod att följa förändring i fält, kallad Reality Checks.
Tiden i Bangladesh inspirerade Thorfinn att skriva sin debutroman, där hon uppger att hon vill gestalta och diskutera ”ojämlikhetens dynamik, på både macro- och micro-planet. Boken skrevs och publicerades under hennes tid på LUFS 2010-2012.. Under tiden som följde besökte Thorfinn över 50 bibliotek i Sverige och talade både om sin roman och om svenskt bistånd.
2014 flyttade Helena Thorfinn med familjen till Burma/Myanmar och 2017 kom uppföljaren till Innan floden tar oss, med titeln Den som går på tigerstigar. Den fick en positiv recension i Sydsvenskan.
I Burma/Myanmar arbetade Thorfinn bland annat som biståndskonsult, journalistcoach och skrev krönikor och rapporterade i svenska media bland annat om oroligheterna i Rakhine.
Från Burma flyttade Thorfinn med familj 2018 till Washington DC där Thorfinn skriver krönikor, samt skriver på nästa roman som uppges utspela sig i Burma/Myanmar.
Thorfinn har också i intervjuer sagt att hon ska starta en NGO som främst vänder sig till flickor och unga kvinnor.
Sedan 2020 är Helena Thorfinn bosatt i Lund, Skåne och utkom 2021 med en roman som inspirerats av hennes tid i Burma/Myanmar.

### Romaner
- 2012 – Innan floden tar oss
- 2017 – Den som går på tigerstigar
- 2021 – I munkens skugga